# Fédération française de tir
 (mars 2016).
Si vous disposez d'ouvrages ou d'articles de référence ou si vous connaissez des sites web de qualité traitant du thème abordé ici, merci de compléter l'article en donnant les références utiles à sa vérifiabilité et en les liant à la section « Notes et références ».
La Fédération française de tir ou FFTir, créée en 1965 par Claude Foussier son premier Président, est une organisation officielle visant à réunir toutes les informations relatives à la pratique du Tir sportif, que ce soit le tir à la carabine, au pistolet, à l'arbalète ; sur cible fixe, cible mobile, silhouette métallique, armes anciennes ou plateaux. Au Plateau, seules les disciplines olympiques comme la fosse olympique, le double trap et le skeet olympique sont gérées par la FFTir. Les autres catégories sont gérées par la Fédération française de ball-trap (FFBT).
Elle a obtenu une médaille d'or aux Jeux Olympiques de Sydney 2000, avec Franck Dumoulin au pistolet 10 mètres, et de nombreuses médailles aux championnats du monde et d'Europe.
Son président est Hugues Senger depuis décembre 2024, précédé par Michel Baczyk. La fédération comptait 182 004 licenciés au 31 août 2015, 201 450 au 31 août 2016, 205 000 au 31 août 2017 et 228 200 pour la saison 2019/2020 (d'après le site FFTir).

## Histoire[4]
C'est au XIXe siècle que le tir sportif français se structure véritablement.
La Ligue des Patriotes formée après la guerre de 1870, deviendra le 3 juin 1886 l'Union des Sociétés de Tir de France (USTF) dont l'objet est d'organiser des Championnats nationaux et scolaires, d'établir des records et de préparer la jeunesse à l'obtention du certificat d'aptitude militaire. Très populaire, quelque 30 000 compétiteurs participèrent à ses premiers championnats organisés sur son stand national alors situé au Bois de Vincennes.
En 1896, à l'initiative de Pierre de Coubertin, le tir devient une discipline olympique.
Encouragé par les autorités politiques et en vue de préparer "la revanche", la pratique du tir continue de se développer jusqu'en 1914. L'on compte alors quelque 400 000 tireurs licenciés répartis dans 3 500 Sociétés de Tir.
Après la première guerre mondiale, l'enthousiasme du public pour le tir faibli quelque peu, puis c'est la promulgation du décret-loi du 18 avril 1939 réglementant l'acquisition et la détention des armes qui éloignera durablement des pas de tir nombre de personnes découragées par cette nouvelle législation.
Ainsi, après la fin de la guerre de 1939/1945 et jusqu'aux années 1960, les stands de tir seront fréquentés majoritairement par des gendarmes, des réservistes et des policiers.
Le 18 février 1953, l'Union des Sociétés de Tir de France change de nom pour devenir la Fédération Française des Sociétés de Tir.
Le 15 mars 1967, l'Union des Sociétés de Tir fusionne avec la Fédération Française de Tir aux Armes de Chasse pour devenir la Fédération Française de Tir (FFTir).
Juridiquement, la fédération est une association régie par la Loi de juillet 1901 qui regroupe l'ensemble des clubs de tir en France. Elle est reconnue d'utilité publique depuis le 1er octobre 1971.
Après la création dissidente le 15 juillet 1985 de la Fédération Française de Ball Trap, elle perdra une partie des disciplines tirées aux armes de chasse, mais conservera la gestion des trois disciplines olympiques de tir au plateau (Fosse, Skeet et Double Trap).

## La FFTir Aujourd'hui[4]
Depuis la fin des années 1970, la FFTir a mis en place une politique sportive volontariste.
Actuellement, près de 250 000 licenciés pratiquent le tir sportif dans 1 643 clubs. Parmi eux, on trouve dans toutes les disciplines gérées par la FFTir, plusieurs centaines de compétiteurs de niveau international.
Selon les statistiques publiées par le CNOSF, la FFTir se classe ainsi dans les premiers rangs des Fédérations Olympiques Nationales, tous sports confondus, en nombre des médailles remportées, que ce soit au niveau européen ou mondial.
Depuis décembre 2016, le ministère des sports a délégué à la Fédération Française de Tir l’organisation de l’activité Para-tir.

## Les médailles aux Jeux

### Les Jeux olympiques
La France a remporté de nombreuses médailles aux Jeux olympiques.
Depuis la création des Jeux le programme n’a cessé d’évoluer. Au début du XXe siècle il y avait une dizaine d’épreuves très différentes d’aujourd’hui avec des combinés par équipe. Après l’interruption du 1928, le tir est revenu avec seulement deux épreuves, une au pistolet et une à la carabine. À l’issue de la seconde guerre mondiale, le programme s’est globalement standardisé.
Les premières athlètes féminines ont fait leur apparition en 1968. L'Union Internationale de Tir (UIT) - aujourd'hui connu sous le nom de ISSF - " International Shooting Sport Federation " a introduit des épreuves distinctes pour les femmes en 1984. Cependant, plusieurs des épreuves au programme sont restées mixtes notamment les épreuves Plateau.
Le tir sportif est passé de trois épreuves lors des Jeux de 1896 à 15 à Sydney en 2000. Retrouvez plus loin la liste des épreuves disputées à Tokyo 2020. Durant cette édition, trois nouvelles épreuves seront inaugurées : le tir par équipe mixte au Pistolet 10m, Carabine 10m et Fosse olympique.
| Jeux                       | Classement | Prénom et nom         | Épreuve                  |
| -------------------------- | ---------- | --------------------- | ------------------------ |
| Jeux olympiques d'été 1972 | 2          | Michel CARREGA        | Fosse olympique          |
| Jeux olympiques d'été 1984 | 1          | Philippe HÉBERLÉ      | Carabine 10m             |
| Jeux olympiques d'été 1984 | 2          | Michel BURY           | Carabine 50m couché      |
| Jeux olympiques d'été 1988 | 2          | Nicolas BERTHELOT     | Carabine 10m             |
| Jeux olympiques d'été 1992 | 2          | Franck BADIOU         | Carabine 10m             |
| Jeux olympiques d'été 1996 | 1          | Jean-Pierre AMAT      | Carabine 50m 3 positions |
| Jeux olympiques d'été 1996 | 3          | Jean-Pierre AMAT      | Carabine 10m             |
| Jeux olympiques d'été 2000 | 1          | Franck DUMOULIN       | Pistolet 10m             |
| Jeux olympiques d'été 2000 | 2          | Delphine RACINET-RÉAU | Fosse olympique          |
| Jeux olympiques d'été 2008 | 3          | Anthony TERRAS        | Skeet olympique          |
| Jeux olympiques d'été 2012 | 2          | Céline GOBERVILLE     | Pistolet 10m             |
| Jeux olympiques d'été 2012 | 3          | Delphine RACINET-RÉAU | Fosse olympique          |
| Jeux olympiques d'été 2016 | 2          | Jean QUIQUAMPOIX      | Pistolet 25m Vitesse     |
| Jeux olympiques d'été 2016 | 3          | Alexis RAYNAUD        | Carabine 50m 3 positions |
| Jeux olympiques d'été 2020 | 1          | Jean QUIQUAMPOIX      | Pistolet 25m Vitesse     |

### Les Jeux paralympiques
Le tir fait partie des Jeux Paralympiques depuis les Jeux de Toronto en 1976, année où trois épreuves ont eu lieu. Pendant une certaine période, le nombre d'épreuves était passé à 29, mais après Sydney 2000, l’ensemble du programme a été fixé à 12 épreuves.
Tokyo 2020 présentera 13 épreuves, neuf de carabine et quatre de pistolet. Le nouvel ajout est le tir couché SH2 mixtes à 50 m au rifle. Jusqu'à présent, les tirs debout et couché à la carabine à air comprimé 10 m étaient les seules épreuves SH2 ; cette épreuve supplémentaire devrait élargir la participation des athlètes de classe SH2.
Les médailles remportées jusqu'aux Jeux d'été de 2016 l'ont été sous l'égide de la Fédération Française Handisport.

## Recommandations
La fédération prodigue aussi quelques conseils visant a améliorer les performances des tireurs, la sécurité de la pratique et des compétitions, et à limiter le risque de saturnisme (pour ceux qui pratiquent les armes à feu en stand de tir où ils sont exposés à la toxicité des résidus et fumées de tir, et plus encore pour ceux qui (re)fondent eux-mêmes leurs balles en plomb.

## Dispositif "Cibles Couleurs"[11]
La progression pédagogique « Cibles Couleurs », conçue et mise en œuvre par le département formation fédérale depuis 2004, permet de créer une véritable dynamique d’enseignement du Tir sportif au sein des écoles de tir et structures d’apprentissage fédérales.
Avec « Cibles Couleurs », vous avez la possibilité de vivre une expérience humainement très riche, principalement centrée autour des différentes épreuves des disciplines Carabine, Pistolet ou Plateau, avec une méthodologie d’apprentissage particulièrement vivante et attrayante au service d’une organisation ludique et cohérente de la pratique sportive.
Le dispositif s’adresse à tous les acteurs du Tir sportif : dirigeants, formateurs et tireurs. « Cibles Couleurs » est la méthode nationale d’apprentissage de la FFTir. À ce titre, elle peut être utilisée pour la découverte, l’initiation et le perfectionnement des tireurs sportifs.

## Affiliations
Les disciplines de la Fédération Française de Tir sont gérées au niveau mondial par différentes fédérations internationales.
De ce fait, la Fédération Française de Tir est notamment affiliée :
- à l'International Shooting Sport Federation : Première fédération internationale mondiale par le nombre d'adhérents qui gère notamment les disciplines Olympiques (Carabine, Pistolet et Plateau) mais également la Cible mobile.
- à l'International Paralympic Committee : Fédération internationale qui gère le Para-tir
- à l'International Practical Shooting Confederation : Fédération internationale mondiale de Tir Sportif de Vitesse
- à l'International Armbrustschützen Union : Fédération internationale de tir à l’arbalète.
- au Muzzle Loaders Associations International Commitee : Fédération internationale de tir à l'arme ancienne.
- à l'International Metallic Silhouette Shooting Union : Fédération internationale de Silhouettes métalliques.
- à la World Benchrest Shooting Federation : Fédération internationale de Benchrest

La FFTir agit par délégation du ministère chargé des sports et elle est membre du CNOSF (Comité National Olympique et Sportif Français) ainsi que du CPSF (Comité Paralympique et Sportif Français).